# Una dona ofuscada
Una dona ofuscada (títol original en anglès: A Woman Under the Influence) és una pel·lícula estatunidenca dirigida per John Cassavetes, estrenada el 1974 i doblada al català.

## Argument
Nick treballa en un taller. En rebentar-se una canalització, telefona a la seva dona, Mabel, per anunciar-li que no podrà passar la nit amb ella com estava previst. Mabel, que havia confiat els nens a la seva mare, es troba sola i desemparada. Surt i erra pels bars, i un desconegut la porta a casa.
L'endemà, Nick entra a la llar acompanyat dels seus col·legues, per no haver d'enfrontar-se sol a Mabel. La seva dona improvisa un dinar amb espaguetis. Mentre Mabel busca el confort, no troba més que condescendència i humiliació. Nick no l'escolta.

## Repartiment
- Peter Falk: Nick Longhetti
- Gena Rowlands: Mabel Longhetti
- Fred Draper: George Mortensen
- Lady Rowlands: Martha Mortensen
- Katherine Cassavetes: Margaret Longhetti
- Matthew Laborteaux: Angelo Longhetti
- Matthew Cassel: Tony Longhetti
- Christina Grisanti: Maria Longhetti
- O.G. Dunn: Garson Cross
- Mario Gallo: Harold Jensen
- Eddie Shaw: Doctor Zepp

## Premis i nominacions[calcitació]
- National Film Registry 1990: Seleccionada i conservada a la Biblioteca del Congrés dels Estats Units

### Premis
- Globus d'Or a la millor actriu dramàtica per Gena Rowlands

### Nominacions
- Oscar al millor director (John Cassavetes)[3]
- Oscar a la millor actriu (Gena Rowlands)[3]
- Globus d'Or al millor director
- Globus d'Or al millor guió
- Globus d'Or a la millor pel·lícula dramàtica